# Etienne Alain Djissikadie
Étienne Alain Djissikadié (Franceville, 5 de janeiro de 1977) é um futebolista profissional gabonense que atua como meia.

## Carreira
Étienne Alain Djissikadié fez parte do elenco da Seleção Gabonense de Futebol na Campeonato Africano das Nações de 2010.